# Azay-le-Ferron

Azay-le-Ferron este o comună în departamentul Indre, Franța. În 1 ianuarie 2022 avea o populație de 835 de locuitori.